# Porfiry (Gulewicz)
Porfiry, imię świeckie Polikarp Wasiljewicz Gulewicz (ur. 14 lutego?/26 lutego 1864 w Tokarewce, zm. 2 grudnia 1937) – biskup Rosyjskiego Kościoła Prawosławnego, święty prawosławny.

## Życiorys
Był synem kapłana prawosławnego. Ukończył Podolskie Seminarium Duchowne; 22 października 1886 został wyświęcony na kapłana jako mężczyzna żonaty. Od 1914 do 1928 był dziekanem i proboszczem soboru w Olhopolu. Po rewolucji październikowej i powstaniu Żywej Cerkwi zachował wierność patriarsze Tichonowi i wzywał do tego swoich wiernych. W 1927, po śmierci żony, złożył wieczyste śluby mnisze. W tym samym roku OGPU zmusiło go do wyjazdu z Olhopola do Charkowa. 25 czerwca 1928 został w Charkowie wyświęcony na biskupa krzyworoskiego, wikariusza eparchii dniepropetrowskiej. Jako konsekratorzy wzięli w niej udział arcybiskup charkowski i achtyrski Konstantyn, biskup jelizawietgradzki Onufry i biskup jałtański Paweł. W 1930 został przeniesiony do eparchii odeskiej jako jej wikariusz z tytułem biskupa zinowjewskiego.
W 1931, po aresztowaniu arcybiskupa krymskiego Arseniusza, został jego następcą. W eparchii wspierał tworzenie podziemnych wspólnot mniszych, wspierał chorego na gruźlicę, zesłanego na Krym biskupa klińskiego Gabriela i duchownych wracających z zesłania, zwalczał wpływy Żywej Cerkwi. W 1933 został aresztowany, spędził w więzieniu dwa miesiące. W 1936 aresztowany po raz drugi, został oskarżony o wspieranie nielegalnej działalności podziemnych wspólnot mniszych i walkę z Żywą Cerkwią. Po czteromiesięcznym pobycie w więzieniu w Symferopolu został skazany na pięcioletnie osiedlenie w Kazachstanie. W lutym 1937 został skierowany na stanicę Usz-Tobe, gdzie żył razem z innym zesłańcem, biskupem jekaterynosławskim Makarym, jego krewną Raisą Rżewską i ks. Korolowem. W listopadzie tego samego roku obaj zostali aresztowani i oskarżeni o prowadzenie propagandy antyradzieckiej, dyskredytowania władzy radzieckiej i kontaktów z „elementami kontrrewolucyjnymi”.
1 grudnia 1937 obaj hierarchowie oraz Raisa Rżewska zostali skazani na śmierć przez rozstrzelanie i następnego dnia straceni. Ich miejsce pochówku nie jest znane. W 1989 biskup Porfiry został zrehabilitowany.